# Lenz-Typ i
Bei den Lokomotiven Lenz-Typ i handelte es sich um insgesamt 38 Lokomotiven, die von Vulcan in Stettin für die Bahnen des Eisenbahnunternehmens Lenz & Co. hergestellt und vom Hersteller als Type Pommern bezeichnet wurden.

## Geschichte

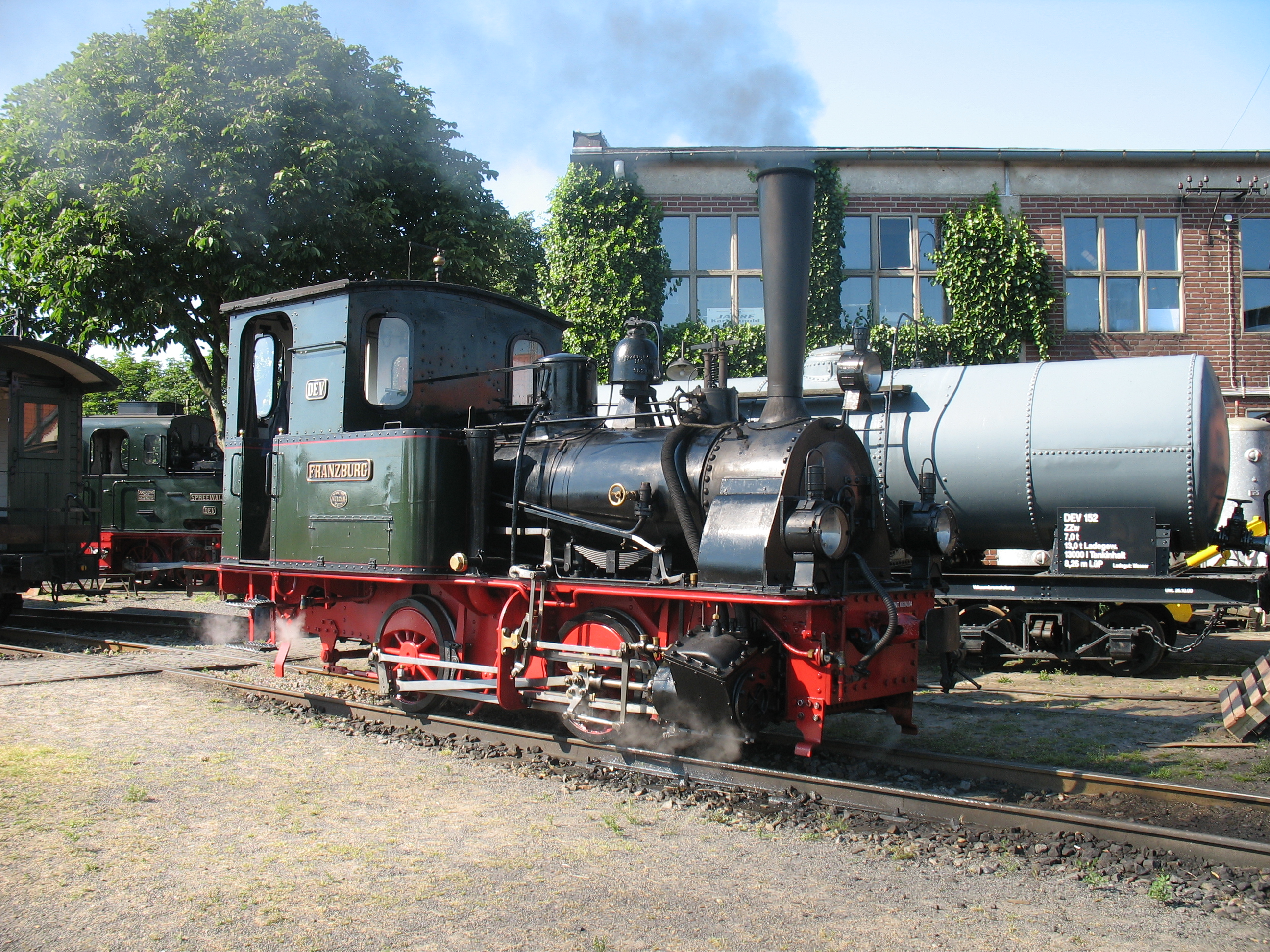
Die ehemalige 99 5605 als Lok Franzburg beim DEV

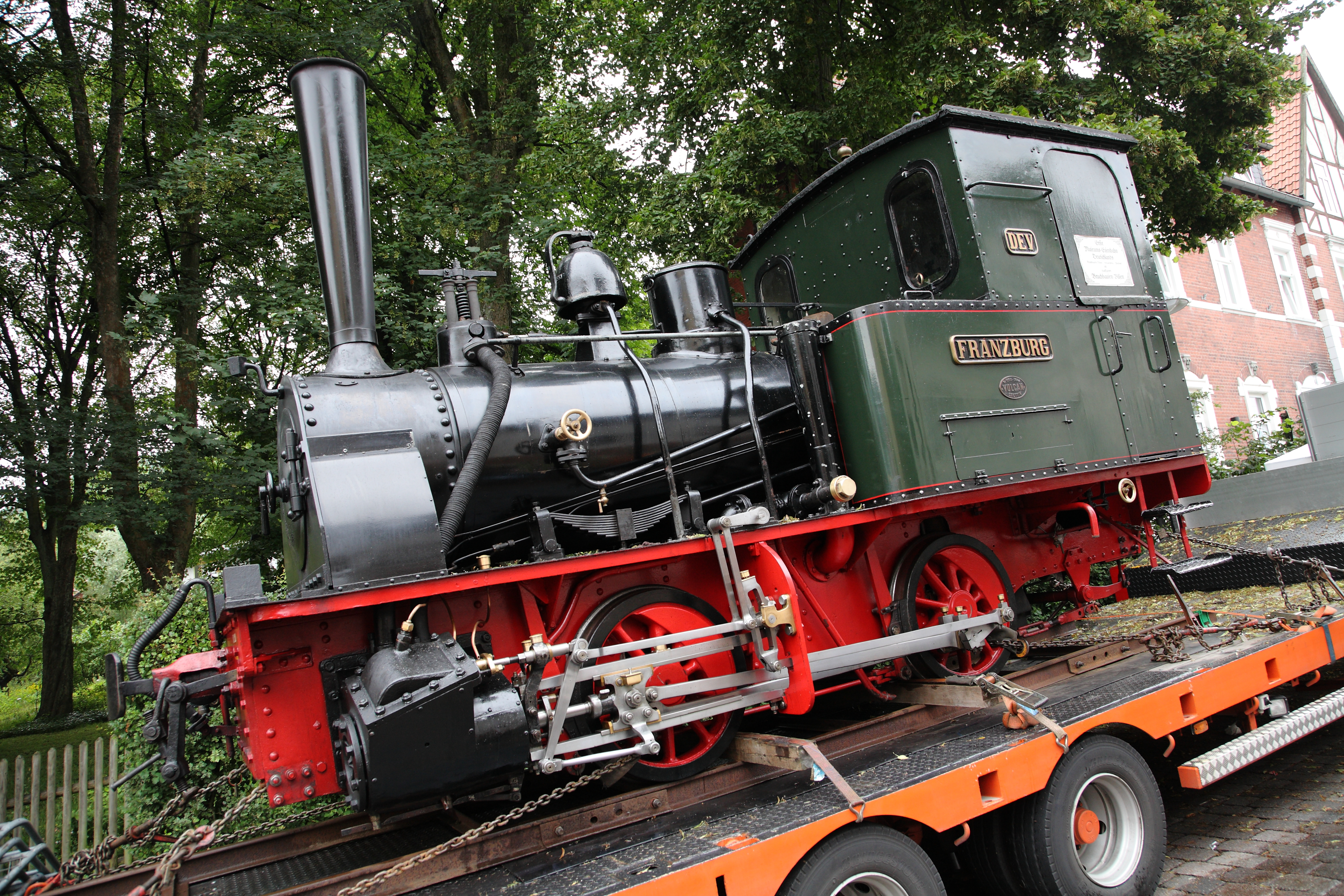
Die ehemalige 99 5605 als Lok Franzburg im Rahmen des Altenbekener Viaduktfestes

Die Lokomotiven wurden vor allem auf den pommerschen Bahnen eingesetzt. 
| Bahngesellschaft                                 | Anzahl | Nummerierung      | Bemerkung                                                    |
| ------------------------------------------------ | ------ | ----------------- | ------------------------------------------------------------ |
| Franzburger Kreisbahnen (FKB)                    | 6      | 1i – 6i           | erhalten 4i und 5i                                           |
| Saatziger Kleinbahnen (SKB)                      | 9      | 2i – 10i          | 3i, 10i an Greifenberger Kleinbahnen                         |
| Kolberger Kleinbahn (KKB)                        | 8      | 1i – 8i           |                                                              |
| Regenwalder Kleinbahnen (RKB)                    | 2      | 2i, 3i            |                                                              |
| Insterburger Kleinbahn                           | 6      | 1i, 3i, 31i – 34i | 31i – 34i an Greifenberger Kleinbahnen                       |
| Westdeutsche Eisenbahn-Gesellschaft (WEG)        | 2      | 31i – 33i         | Einsatz zunächst als Bauloks, 33i 1914–16 bei Kerkerbachbahn |
| WEG – Wermelskirchen-Burger Eisenbahn (WME)      | 1      | II                |                                                              |
| WEG – Engelskirchen-Marienheider Eisenbahn (EME) | 1      |                   |                                                              |
| WEG – Ronsdorf-Müngstener Eisenbahn (RME)        | 2      | 1i, 2i            |                                                              |

Durch Tausch änderte sich die Zahl bei den einzelnen Bahnen, acht Lokomotiven kamen so später zu den Greifenberger Kleinbahnen. Einige Exemplare wurden schon vor 1940 ausgemustert, die verbliebenen trugen bei den Pommerschen Landesbahnen die Nummern 101 bis 124 N 2206.
Die Lokomotiven der WEG wurden frühzeitig verkauft, so dass über ihren Verbleib wenig bekannt ist. Lok II (1894) war zunächst Baulok, ab 1897 bei WME und 1900–1903 bei RME, 1935 wird sie als Werkslok bei VDM in Werdohl eingesetzt. Lok 31i (1894) war Baulok bei der Moselbahn, 1904 noch vorhanden. Lok 32i (1894) ebenfalls zunächst Baulok, ab 1897 bei EME, 1902 bei RME. Lok 33i (1895) war Baulok in Sigmaringen, ab 1903 bei RME, 1914–1916 als Leihlok bei der Kerkerbachbahn. Lok RME 1i (1899) wurde 1914 an die Zeeuwsch-Vlaamsche Tramweg-Maatschappij verkauft. Lok RME 2i (1899) war bis 1903 bei der RME.
Nach der Verstaatlichung der FKB 1949 wurden die dortigen Lokomotiven von der Deutschen Reichsbahn als Baureihe 99.560 eingereiht und weiter auf der angestammten Strecke eingesetzt, sie wurden 1961 bis 1968 ausgemustert.
Zwei dieser Lokomotiven sind heute noch erhalten: Die 99 5606, die von 1972 bis 2009 bei der Firma Lehmann in Nürnberg aufgestellt war und 2009 bis 2016 privat in Schwäbisch Gmünd stand, wurde an den Privatsammler Wim Pater in die Niederlande verkauft. Die 99 5605, 1973 bis 1980 im Freizeitpark Minidomm ausgestellt, befindet sich beim Deutschen Eisenbahn-Verein in Bruchhausen-Vilsen, wo sie auf der Museumsbahn seit 1982 vor Zügen eingesetzt wird. Außerdem ist sie auf verschiedenen Ausstellungen zu sehen.
Von den hinterpommerschen Lokomotiven gelangten 1945 noch 14 zur Polnischen Staatsbahn (PKP), wo sie als Bauart T 2 3031 bis 3044 zum Einsatz kamen. Sie wurden jedoch zwischen 1948 und 1951 ausgemustert. Von den drei bei der Kleinbahn Pogegen–Schmalleningken verbliebenen Loks wurden zwei 1945 bei der Spreewaldbahn vorgefunden, wo die ehemalige Lok 23i (34i) zu einem Schneepflug umgebaut wurde. Dieser ist heute (2023) am Bahnhof in Burg noch vorhanden.

## Technische Merkmale
Technische Besonderheit ist bei den ersten 24 Lokomotiven der Verzicht auf einen Dampfdom und das Ramsbottom-Sicherheitsventil, die ab 1895 gebauten vierzehn Exemplare verfügten dann doch über einen Dampfdom. Auch ein Elevator zum Wassernehmen aus Gewässern war vorhanden. Der Wassertank lag im Rahmen, die Kohlebehälter rechts und links des Kessels.